# Jean-Pierre Ronssin
 (mars 2019).
Si vous disposez d'ouvrages ou d'articles de référence ou si vous connaissez des sites web de qualité traitant du thème abordé ici, merci de compléter l'article en donnant les références utiles à sa vérifiabilité et en les liant à la section « Notes et références ».
Jean-Pierre Ronssin est un réalisateur et scénariste français.
Ronssin est - entre autres - l'auteur de La Discrète avec Judith Henry et Fabrice Luchini. Jean-Pierre Ronssin est l'auteur de tous les épisodes de Paris, je t'aime (2004, avec Juliette Binoche), réalisés par Jean-Luc Godard, Mira Nair, Joel Coen, Ethan Coen et d'autres.
Jean-Pierre Ronssin a réalisé le feuilleton Fleur bleue (1991, avec Claude Jade et Gregori Baquet) et de L'Irrésolu (1994), avec Vincent Lindon, Sandrine Kiberlain et Gregori Baquet).
Il a également réalisé en 1989, un épisode de la série Souris noire avec Vanessa Guedj, épisode : Impossible n'est pas Français.

## Filmographie
- 1985 : Bâton-Rouge
- 1987 : Souris noire, TV séries, Impossible n'est pas français
- 1987 : Sortie de bain
- 1990 : La Discrète
- 1990  : Fleur bleue
- 1994 : L'Irrésolu